# 障害者施策推進本部
障害者施策推進本部（しょうがいしゃせさくすいしんほんぶ）は、2001年（平成13年）1月6日の中央省庁再編に伴い内閣府に設置された。1982年（昭和57年）3月26日閣議決定により総理府に設置された障害者対策推進本部を引き継ぐものである。2009年（平成21年）12月8日、閣議決定により障がい者制度改革推進本部が設置されたことにより同本部は廃止となった。

## 構成
- 本部の構成は次のとおりとする。

1. 本部長 内閣総理大臣
2. 副本部長 内閣官房長官 、内閣府特命担当大臣（障害者施策）
3. 本部員 他のすべての国務大臣